# プロヴディフ国際博覧会 (1985年)
1985年のプロヴディフ国際博覧会（プロヴディフこくさいはくらんかい, 英語：World Exhibition of achievement of the young inventor Bulgaria 1985, Plovdiv Expo 1985）は、1985年11月4日から30日までブルガリアのプロヴディフで開催された国際博覧会（特別博）である。テーマは「Achievement of the Young Inventors」（英語）。86ヶ国が参加し、会期中100万人が来場した。